# Isabel Vilà i Pujol
Isabel Vilà i Pujol (Calonge, 3 de agosto de 1843 – Sabadell, 23 de diciembre de 1896) fue una anarquista y republicana española, luchadora por los derechos de los trabajadores. Está considerada la primera sindicalista catalana. Entró en la historiografía catalana gracias al relato que hizo sobre ella el diputado Pere Caymó que participó en el levantamiento conocido como  Foc de La Bisbal (1869). Por esta causa, también Carles Rahola la elevó a la categoría de heroína. Estuvo en la implantación de la Asociación Internacional de Trabajadores (AIT) en el Bajo Ampurdán y creó la Federación Local de la Asociación Internacional de Trabajadores de Llagostera.

## Biografía
Sus padres se llamaban Segimon Vilà Roure, natural de Calonge (en algunos documentos aparece que es de Palamós), y Teresa Pujol Armet, de la Jonquera (en algunos documentos aparece que es de Agullana). Era la tercera hija del matrimonio, que tuvo cinco hijos. En los años 50 del siglo XIX, la familia se trasladó, por problemas económicos, a Llagostera, centro de la industria del corcho y núcleo del republicanismo. Isabel Vilà aparece ya en el padrón de habitantes de Llagostera del año 1857. Ese mismo año murió su padre. En los años 60 del siglo XIX, vivía en la calle del Hospital y no sabía leer ni escribir. En su juventud, se dedicó a trabajar, cuidar de los enfermos e instruirse con la idea de ser maestra de escuela. Tenía las ideas muy claras y era rebelde, de ella se cuenta que cuando se estaba formando para maestra se quejaba de las excesivas normas a las que estaba sujeta la escritura, equiparándola al estado social; como práctica de disidencia decidió cambiar la 'b' por la 'v' en su nombre, Isavel. No dejó descendientes ni tuvo pareja, optó por un cierto ascetismo laico. No siempre fue entendida dentro de su entorno, de joven muchos compañeros no apoyaron su lucha contra el trabajo infantil, y de mayor los sindicalistas rechazaron su deriva religiosa.

## Republicanismo federal y anarquismo
Al estallar la Revolución de 1868, Vilà tenía 25 años. A raíz de la revolución se introduce en ambientes sociopolíticos de la zona asistiendo a un mitin celebrado en noviembre a cargo del  socialista Fernando Garrido y del etnólogo francés y anarquista Elie Reclus, hermano del célebre geógrafo Élisée. En marzo de 1869 promovió una petición a las Cortes, contaba con la firma de 800 mujeres, donde solicitaban la abolición de las quintas, la separación Iglesia-Estado y libertad de culto. En octubre se produce el llamado Foc de la Bisbal, los republicanos querían levantarse en armas y ella se opuso. Aun así, apoyó el levantamiento armado con la preparación de todo el equipo sanitario. La movilización se agrupó en una concentración de todos los federales en La Bisbal del Ampurdán para ir todos juntos a Gerona. Los habitantes de Llagostera, con Vilà, pasaron por Calonge en su marcha hacia La Bisbal. Vilà asistió a los heridos coincidiendo con la también voluntaria Anna Rocas Abrich. No quería dejar su trabajo hasta sacar al último herido. Su tío Josep, herido también, se la llevó de La Bisbal hacia Llagostera.

"Si es necesario que tomemos parte en esta sociedad para acabar con los males que pesan sobre nosotros y sobre esta desventurada humanidad, que se lamenta bajo la mala organización social y política, debemos hacerlo sin detenernos un instante."
Isabel Vilà i Pujol

Pere Caymó calificó a Vilà como «activista valiente y decidida, y de auténtico carácter luchador».

" Con los Republicanos de Llagostera vino una joven de dicha población, llena de gracia y juventud, pues no habrá cumplido los diez y ocho años (en realidad tenía 26 años), llamada Isabel Vila, virtuosa y ferviente republicana, que desde largo tiempo se venía ocupando de proveerse de Hila, vendajes y todo el Necesario para la curo de los heridos en el campo de batalla (...) Su asidua asistencia a los heridos de la Bisbal, quedará siempre grabada en Nuestra memoria ".
Pere Caymó y Bascós

En 1872 abandonó las filas del republicanismo para afiliarse a la Federación Local de Llagostera (zapateros y albañiles) de la Federación Regional Española de la Asociación Internacional de los Trabajadores (FRE-AIT), más conocida como La Internacional, dedicándose a su implantación en la comarca. El 30 de agosto de ese año participó en un mitin de afirmación internacionalista y de apoliticismo anarquista en Sant Feliu de Guíxols y en julio de 1873 en otro en Llagostera. Entre 1872 y 1873 ocupó la secretaría de la FRE de Llagostera.

## Defensora de la causa obrera
Su momento más intenso como activista política fue en 1873 cuando se comprometió con el cumplimiento de la llamada Ley Benot que regulaba el trabajo infantil no permitiendo que los menores de 10 años trabajaran, que los niños y niñas de 13 años lo hicieran más de cinco horas al día, y establecía una jornada laboral de ocho horas para los jóvenes comprendidos entre 13 y 14 años y para las jóvenes entre 14 y 17 años. También incluía que en las fábricas que se encontraran a más de cuatro kilómetros del pueblo debían tener una escuela a la que poder asistir, al menos tres horas al día, los niños entre 9 y 13 años. Su empeño para que esta ley se cumpliera fue tan vehemente que en Llangostera le pusieron el apodo Isabel Cinco Horas y compusieron una canción con la siguiente letra:

No hay mujeres en el mundo,
como las de Llagostera,
que los republicanos
llevaron bandera.
No hay mujeres en el mundo,
Como la Isabel "cinco horas"
que los republicanos,
caminó ocho horas.

Esta lucha no fue comprendida ni por la burguesía local ni por sus propios compañeros sindicalistas, que no entendían que a los niños había que darles estas ventajas para facilitar su crecimiento. La AIT recibió muchas presiones para expulsarla.
Su participación en la campaña Fuera quintas; la solicitud de una biblioteca para los obreros y un local para la educación de la clase trabajadora en Llagostera y su lucha para lograr la jornada de cinco horas para los niños que trabajaban en las fábricas, etc., la hicieron una mujer a seguir en su tiempo.
El 1874, con el golpe de Estado del general Pavia y la ilegalización de la Internacional, se emitió una orden de detención contra Vilà. Tuvo que salir hacia Francia y se exilió en Carcasona donde permaneció seis años. Allí fue acogida por la familia Montada, una familia de masones ilustrados, con tierras en Argelia. Realizó tareas de contable en su fábrica y pudo cursar estudios de magisterio mientras impartía clases de castellano en la escuela Pension Drolette de Carcasona.

## Tarea pedagógica
El 1880, regresó a Cataluña. Se instaló en Barcelona dedicándose a la enseñanza como profesora de lengua francesa a domicilio. En 1881 fundó el Colegio Franco - Español. Su fama profesional fue creciendo y Joan Salas i Anton, conocido republicano y masón de Sabadell, le ofreció un puesto en una escuela racionalista de niñas regida por los principios de la Institución Libre de Enseñanza, dependiente del Círculo Republicano Democrático Federal, y que estaba ubicado en los bajos de dicha entidad. Vilà aceptó con la condición de seguir supervisando una vez a la semana el trabajo del Colegio Franco - Español. Esta fórmula no funcionó y en enero de 1882 decidió vender el centro docente y trasladarse a Sabadell donde ocupó el puesto de directora de la Escuela Laica de niñas durante nueve años. Vilà fue una de las primeras mujeres en dirigir una escuela. En 1883, aparte de la oposición de los sectores más reaccionarios, se tuvo que enfrentar a la falta de recursos económicos, ya que la escuela no contaba con subvenciones ni ayudas. En 1886 el centro continuaba funcionando aunque Vilà no percibía ninguna retribución. En 1887 el Círculo Republicano Democrático Federal decidió cambiar su sede y la Junta Directiva le comunicó su sustitución por otra profesora, excluyéndola del proyecto escolar por sus relaciones con el espiritismo, un movimiento que entonces aglutinaba librepensadores de espíritu científico que querían modernizar la sociedad, y la deriva religiosa que había tomado su vida ya que se estaba acercando al protestantismo. En 1892 las organizaciones progresistas y sindicalistas ya no contaban con ella. A pesar de esto, fundó otra escuela gratuita para niñas que duró tres años. Vilà murió el 23 de diciembre de 1896, con 53 años víctima de una apoplejía cerebral. Fue enterrada en el cementerio civil de Sabadell, conocido como el Cementerio de los disidentes.

## Reconocimientos
Durante la II República (1931-1936) el Ayuntamiento de Llagostera, adoptó el acuerdo de dedicarle una calle, aunque esta denominación duró poco. Finalizada la Guerra Civil, por decisión del ayuntamiento franquista se anuló la nomenclatura republicana. En el pleno municipal del 12 de abril de 1995 de la ciudad de Llagostera, se aprobó dedicarle una plaza en la nueva urbanización de Santa Eugenia.
Vilà tiene dedicados espacios públicos, calles o plazas, en Palafrugell, La Bisbal del Ampurdán,Calonge, Gerona , Sabadell.
Desde 2000 se realiza la  Caminata Memorial Isabel Vilà , organizada por un grupo de entidades, sindicatos y asociaciones excursionistas, en conmemoración de la marcha que se hizo desde Llagostera hasta La Bisbal en la revuelta del Foc de la Bisbal.
En agosto de 2013 se inauguró una placa honorífica en la villa de Calonge. También en este año se anunció un musical sobre su figura titulado IsaVel, dirigido por Kim Planella.
En diciembre del 2016 la Biblioteca de Montilivi de la UdG inauguró nuevas aulas de estudio, una de ellas llamada Isabel Vilà i Pujol.